# 1913 год в кино

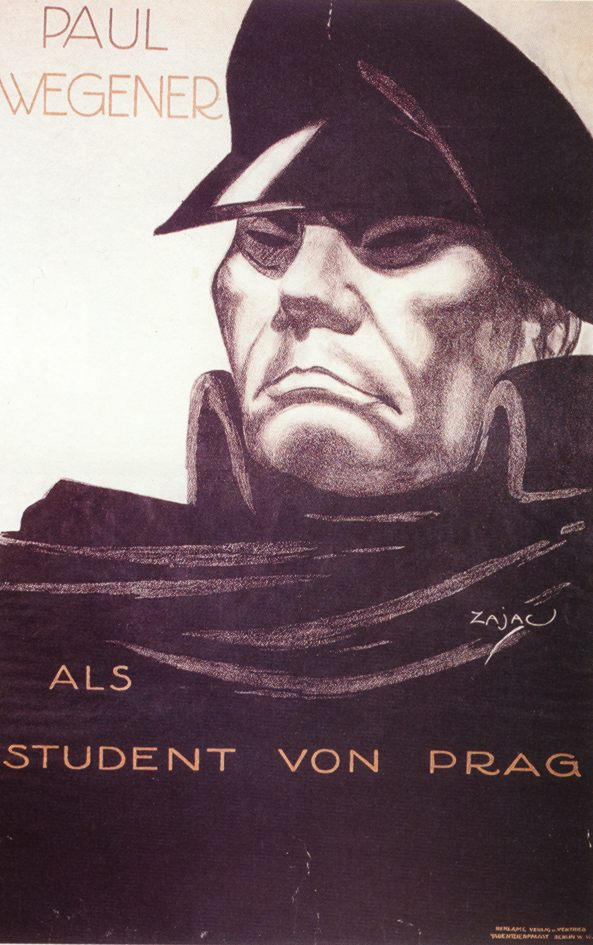
фильм «Пражский студент»

## Фильмы

### Мировое кино
- «30 миллионов гладиатора» / Les 30 millions de gladiator, Франция (реж. Жорж Монка)
- «Агония Византии» / L’agonie de Byzance, Франция (реж. Луи Фейад)
- «Андреас Гофер» / Andreas Hofer, Германия (реж. Карл Фрелих)
- «Атлантик» / Atlantis, Дания (реж. Аугуст Блом)
- «Балао» / Balaoo, Франция (реж. Викторен Жассе)
- «Барышня и мышка» /The Lady and the Mouse, США (реж. Дэвид Гриффит)
- «Без семьи» / Sans famille, Франция (реж. Жорж Монка)
- «Белая роза» / La rose blanche, Франция (реж. Луи Фейад)
- «Большая игра» / Hojt spil, Дания (реж. Аугуст Блом)
- «Будь проклята, война!» / Maudite soit la guerre, Бельгия (реж. Альфред Машен)
- «Вечная любовь» / Eternal amour, Франция (реж. Андре Кайар)
- «Власть денег» / La force de l’argent, Франция (реж. Леонс Перре)
- «Волны молчат» / Die welle schweigen, Германия (реж. Курт Штарк)
- «Герцогиня из Фоли-Бержер» / La duchesse les Folies-Bergere, Франция (реж. Эмиль Шотар)
- «Дети капитана Гранта» / Les enfants du capitaine Grant, Франция (реж. Викторен Жассе)
- «Дитя Парижа» / L’enfant de Paris, Франция (реж. Леонс Перре)
- «Дон Кихот» / Don Quichotte, Франция (реж. Альфред Машен)
- «Дочь балерины» / Balletens datter, Дания (реж. Хольгер-Мадсен)
- «Дочь Иефая» / La fille de Jephte, Франция (реж. Генри Андреани)
- «Другой» / Der andere, Германия (реж. Макс Мак)
- «Душа полусвета» / L’anima del demi monde, Италия (реж. Бальдассаре Негрони)
- «Дуэль Макса» / Le duel du Max, Франция (реж. Макс Линдер)
- «Его величество деньги» / S. M. L’argent, Франция (реж. Андре Кайар)
- «Жанна Д’Арк» / Jeanne D’Arc, Италия (реж. Нино Оксилья)
- «Жерминаль» / Germinal, Франция (реж. Альбер Капеллани)
- «Живое ожерелье» / Le collier vivant, Франция (реж. Жан Люран)
- «Жозефина, проданная сёстрами» / Josephine vendue par ses soeurs, Франция (реж. Жорж Монка)
- «За свободу» / S’affanchir, Франция (реж. Луи Фейад)
- «Зигомар ускользает» / Zigomar peau d’anguille, Франция (реж. Викторен Жассе)
- «Золотая труба» / Guldhornene, Дания (реж. В. дер Аа Куле)
- «Золушка» / Cenerentola, Италия (реж. Эмутеро Родольфи)
- «Ингеборг Хольм» / Ingeborg Holm, Швеция (реж. Виктор Шёстрём)
- «Иосиф» / Joseph, Франция (реж. Генри Андреани)
- «История Пьеро» / Histoire d’un Pierrot, Италия (реж. Бальдассаре Негрони)
- «Контролёр спальных вагонов» / Le controleurs de wagonlit, Франция (реж. Жорж Монка)
- «Король воздуха» / Le roi de l’air, Франция (реж. Фердинанд Зекка)
- «Лампа бабушки» / La lampada della nonna, Италия (реж. Луиджи Маджи)
- «Магнит» / La glu, Франция (реж. Альбер Капеллани)
- «Макс — виртуоз» / Max virtuose, Франция (реж. Макс Линдер)
- «Макс — тореадор» / Max toréador, Франция (реж. Макс Линдер)
- «Марк Антоний и Клеопатра» / Marcantonio e Cleopatra, Италия (реж. Энрико Гуаццони)
- «Мученица любви» / Martyren der liebe, Германия (реж. Курт Штарк)
- «Нерон и Агриппина» / Nerone et Agrippine, Италия (реж. Марио Казерини)
- «Но моя любовь не умрёт!» / Ma l’amor mio non muore, Италия (реж. Марио Казерини)
- «Ноктюрн Шопена» / Notturno di Chopin, Италия (реж. Луиджи Маджи)
- «Обручённые» / I promessi sposi, Италия (реж. Эмутеро Родольфи)
- «Обручённые» / I promessi sposi, Италия (реж. Перрего Фабиола)
- «Остров мёртвых» / De dodes, Дания (реж. Вильгельм Глюкштадт)
- «Отверженные» / Le miserables, Франция (реж. Альбер Капеллани)
- «Открытие памятника» / L’inauguration de la statue, Франция (реж. Макс Линдер)
- «По милости любви» / Af elskov naade, Дания (реж. Аугуст Блом)
- «Поверженный идол» / L’idolo infranto, Италия (реж. Эмилио Гионе)
- «Под зубьями пилы» / Unter savklingens taender, Дания (реж. Хольгер-Мадсен)
- «Поезд привидений» / Le train des spectres, Италия (реж. Марио Казерини)
- «Последние дни Помпеи» / Gli ultimi giorni di Pompeii, Италия (реж. Марио Казерини)
- «Последняя карта» / L’ultima carta, Италия (реж. Бальдассаре Негрони)
- «Пражский студент» / Der Student von Prag, Германия (реж. Пауль Вегенер и Стеллан Рюэ)
- «Прибой» / Resaca, Аргентина (реж. Липицци)
- «Протеа» / Protea I, Франция (реж. Викторен Жассе)
- «Прощай, молодость» / Addio gionevezza, Италия (реж. Нино Оксилья)
- «Путешествие семьи Бурришон» / Le voyage de la famille Bourrichon, Франция (реж. Жорж Мельес)
- «Ревекка» / Rebecca, Франция (реж. Генри Андреани)
- «Рокамболь» / Rocambole, Франция (реж. Жорж Монка)
- «Рыцарь снегов» / Le chevalier des neiges, Франция (реж. Жорж Мельес)
- «С открытими глазами» / Les yeux ouverts, Франция (реж. Луи Фейад)
- «Севильский цирюльник» / Il barbiere di Seviglia, Италия (реж. Луиджи Маджи)
- «Сердце принесено в жертву» / Le sacrifice du coeur, Франция (реж. Альфред Машен)
- «Сильнее ненависти» / Plus fort que la haine, Франция (реж. Фердинанд Зекка)
- «Сим победивши!» / In hoc signo vinces, Италия (реж. Нино Оксилья)
- «Сомнамбулизм» / Somnambulismo, Италия (реж. Марио Казерини)
- «Спартак» / Spartaco, Италия (реж. Ренцо Кьоссо)
- «Таинственный «Икс»» / Det hemmelighedsfulle X, Дания (реж. Беньямин Кристенсен)
- «Тайна вазы» / Vasens hemmelighed, Дания (реж. Аугуст Блом)
- «Тайна жёлтой комнаты» / La mystere de la chambre jaune, Франция (реж. Морис Турнер)
- «Трагическая ошибка» / Erreur tragique, Франция (реж. Леонс Перре)
- «Тридцать лет, или жизнь игрока» / Trente ans ou la vie d’un joeur, Франция (реж. Андре Кайар)
- «Ужас» / L’angoisse, Франция (реж. Луи Фейад)
- «Уходящие из жизни» /Lo scomparso, Италия (реж. Данте Теста)
- «Фантомас» / Fantômas, Франция (реж. Луи Фейад).
- «Флоретт и Патапон» / Florette et Patapon, Италия (реж. Марио Казерини)
- «Харишчандра» / Harishchandra, Индия (реж. Пхальке)
- «Царица Савская» / La reine de Saba, Франция (реж. Генри Андреани)
- «Чёрная герцогиня» / La comtesse noire, Франция (реж. Фердинанд Зекка)
- «Чужой» / Den fremmede, Дания (реж. Вильгельм Глюкштадт)
- «Эванжелина» / Evangeline, Канада (реж. Уильям Кавано)
- «Эвинруде» / Evinrude, Германия (реж. Стеллан Рюэ)
- «Юдифь из Бетулии» /Judith of Bethulia, США (реж. Дэвид Гриффит)
- «Юпитер, или последние дни Помпеи» / Jove, ovvero gli ultimi giorni di Pompeii, Италия (реж. Энрико Видали)

### Российское кино
- «Борец под чёрной маской», (реж. Владимир Гельгардт)
- «Вольная птица», (реж. Евгений Бауэр)
- «Воцарение дома Романовых», (реж. Василий Гончаров)
- «Гайда, тройка», (реж. Чеслав Сабинский)
- «Глаза баядерки», (реж. Георг Якоби)
- «Девять пальцев», (реж. Максимилиан Гарри)
- «Дикарь», (реж. Александр Иванов-Гай)
- «Домик в Коломне», (реж. Пётр Чардынин)
- «Дочь купца Башкирова», (реж. Николай Ларин)
- «Дубровский», (реж. Алексей Гурьев)
- «За дверями гостиной», (реж. Пётр Чардынин)
- «Как рыдала душа ребёнка», (реж. Яков Протазанов)
- «Как хороши, как свежи были розы...», (реж. Яков Протазанов)
- «Клеймо прошедших наслаждений», (реж. Яков Протазанов)
- «Ключи счастья», (реж. Владимир Гардин)
- «Лесная сказка», (реж. Евгений Бауэр)
- «Ночь перед Рождеством», (реж. Владислав Старевич)
- «Покорение Кавказа», (реж. Ченчи)
- «Роковые бриллианты», (реж. Максимилиан Гарри)
- «Стрекоза и муравей», (реж. Владислав Старевич)
- «Сумерки женской души», (реж. Евгений Бауэр)

## Персоналии

### Родились
- 29 марта — Йиржи Вайс, чешский кинорежиссёр.
- 1 мая — Балрадж Сахни, индийский актёр.
- 26 мая — Питер Кушинг, британский актёр, известный своим участием в многочисленных классическмх фильмах ужасов.
- 12 сентября — Десмонд Ллевелин, английский актёр.
- 5 ноября — Вивьен Ли, британская актриса, обладательница двух премий «Оскар».
- 11 декабря — Жан Маре, популярный французский киноактёр.

### Скончались
- 30 марта — Викторен Жассе, французский режиссёр.